# König Laurins Rosengarten

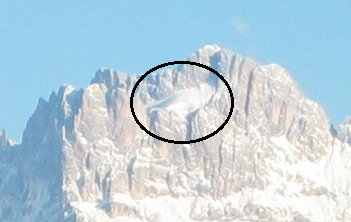
Der Rosengarten mit dem Gartl mit Schnee (Dezember 2005)

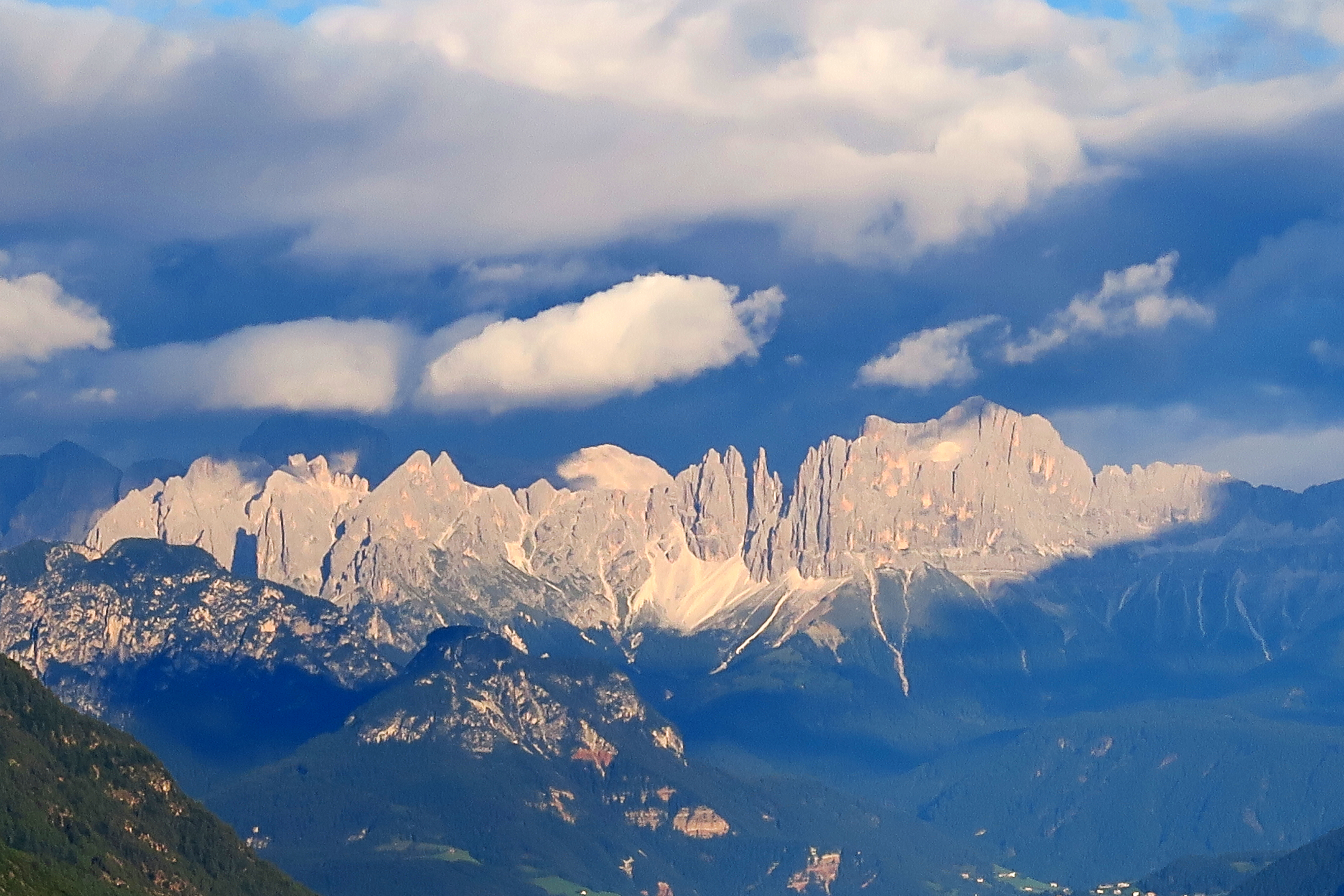
Die Rosengartengruppe von Sirmian gesehen (September 2016)

König Laurins Rosengarten ist ein anonymes mittelhochdeutsches Gedicht über Dietrich von Bern und Laurin, den Zwergenkönig des Rosengartens, der im Kampf Dietrich unterliegt. Es gehört zu den aventiurehaften Dietrich-Gedichten, die eher einem höfischen Roman als einem Heldenepos ähneln. Es stammt wahrscheinlich aus dem Südtiroler Raum, möglicherweise schon aus dem Jahr 1230, obwohl alle Handschriften später entstanden sind.
Das Gedicht ist in fünf Fassungen überliefert. In allen geht es um Dietrichs Kampf gegen den Zwergenkönig Laurin, der stattfindet, als Dietrich und Witege Laurins magischen Rosengarten zerstören. Die Helden werden daraufhin in Laurins Reich im Inneren eines Berges eingeladen, als entdeckt wird, dass Laurin die Schwester von Dietleib, einem von Dietrichs Helden, entführt und geheiratet hat. Laurin verrät die Helden und hält sie gefangen, aber es gelingt ihnen, ihn zu besiegen und Dietleibs Schwester zu retten. Die verschiedenen Versionen schildern Laurins Schicksal unterschiedlich: In einigen wird er zum Hofnarren Dietrichs, in anderen versöhnen sich die beiden und werden Freunde.
Der Laurin war eine der beliebtesten Legenden über Dietrich. Seit dem fünfzehnten Jahrhundert wurde sie sowohl als Teil des als Heldenbuch bekannten Kompendiums heroischer Gedichte als auch unabhängig davon gedruckt und wurde bis etwa 1600 weiter gedruckt.
Im neunzehnten und zwanzigsten Jahrhundert wurde eine Variante des Gedichts zu einer alpenländische Sage umgedichtet, die versucht, das rote Glühen des Rosengarten-Massivs zur Dämmerungszeit (Alpenglühen) zu erklären, sie stellt damit eine ätiologische Erzählung dar.

## Etymologie
Das erste Element des Namens Laurin (Laur) könnte von mittelhochdeutsch lûren (täuschen) abgeleitet sein, oder von der Wurzel *lawa- oder *lauwa- (Stein), die auch im Namen Loreley vorkommt.

## Mittelhochdeutsche Versionen
Die mittelhochdeutsche Heldenepos-Version ist uns in mindestens achtzehn Handschriften vom Anfang des 14. bis Anfang des 16. Jahrhunderts und elf Drucken von 1479 bis 1590 überliefert. Es gibt auch eine tschechische Handschrift von 1472 sowie eine dänische Bearbeitung. Die mittelhochdeutschen Texte lassen sich aufgrund von Inhalt und Form in fünf Versionen unterscheiden:
- ältere Vulgat-Version (Grunderzählung)
- jüngere Vulgat-Version (mit Vorgeschichte der Entführung von Dietleibs Schwester)
- Walberan-Version (Verknüpfung mit einer weiteren Geschichte um den Zwergenkönig Walberan)
- Dresdner Laurin (inhaltlich wie ältere Vulgat, doch Strophen in Heunenweise. Alle anderen Versionen in Reimpaaren)
- Pressburger Laurin (nur ein Bruchstück bis zum Aufbruch Dietrichs zum Rosengarten, eher parodistische Schilderung)

Die älteste Version der Erzählung (die sogenannte ältere Vulgatversion), an die sich die Dresdner Version eng anlehnt, beginnt mit einem Gespräch zwischen Witige und Hildebrand. Witige sagt, Dietrich sei der größte Held aller Zeiten; Hildebrand wendet ein, Dietrich habe noch nie ein Zwergenabenteuer erlebt. In diesem Moment kommt Dietrich herein und ist sehr verärgert über Hildebrands Kritik. Hildebrand sagt Dietrich, wo er ein solches Abenteuer finden kann: Der Zwergenkönig Laurin hat einen Rosengarten im Tiroler Wald. Er wird jeden Herausforderer bekämpfen, der den Faden um seinen Rosengarten zerreißt. Dietrich und Witige machen sich sofort auf den Weg, um Laurin herauszufordern; Hildebrand und Dietleib folgen heimlich hinterher. Als Dietrich den schönen Rosengarten sieht, lenkt er ein und beschließt, dass er so etwas Schönes nicht zerstören will. Witige aber meint, Laurins Stolz müsse bestraft werden, und zerreißt nicht nur den Faden, sondern zertritt den ganzen Rosengarten. Fast sofort erscheint der Zwerg Laurin, der so wunderbar bewaffnet ist, dass Witige ihn für den Erzengel Michael hält, und verlangt von Witige den linken Fuß und die rechte Hand als Strafe für die Zerstörung des Gartens. Er kämpft und besiegt Witige, aber Dietrich beschließt, dass er nicht zulassen kann, dass sein Vasall seine Gliedmaßen verliert, und kämpft selbst gegen Laurin. Zunächst verliert Dietrich, doch dann erscheint Hildebrand und weist Dietrich an, dem Zwerg den Unsichtbarkeitsumhang (Helkeplein) und den Kraftgürtel zu stehlen und ihn dann zu Fuß zu bekämpfen (der Zwerg war auf einem hirschgroßen Pferd geritten) und ihn zu Boden zu reißen. Laurin, der nun besiegt ist, bittet um Gnade, aber Dietrich ist wütend und schwört, den Zwerg zu töten. Schließlich wendet sich Laurin an Dietleib und teilt ihm mit, dass er die Schwester des Helden, Künhilt, entführt und geheiratet habe, so dass er nun Dietleibs Schwager sei. Dietleib versteckt den Zwerg und macht sich bereit, gegen Dietrich zu kämpfen, aber Hildebrand schließt Frieden zwischen ihnen. Dietrich und Laurin versöhnen sich, und Laurin lädt die Helden in sein Reich unter dem Berg ein. Alle sind begeistert, außer Witige, der einen Verrat wittert. Im Berg werden sie gut aufgenommen, und Dietleib trifft Künhilt. Sie erzählt ihm, dass sie gut behandelt wird und dass Laurin nur einen Fehler hat: Er ist kein Christ. Sie will abreisen. Währenddessen vertraut Laurin nach einem Festmahl Dietleibs Schwester an, dass er sich an den Helden rächen will. Sie rät ihm, dies zu tun. Er betäubt Witige, Hildebrand und Dietrich und wirft sie in einen Kerker. Er versucht, Dietleib auf seine Seite zu ziehen, sperrt ihn aber in eine Kammer, als der Held sich weigert. Künhilt stiehlt die Steine, die den Berg beleuchten, und befreit Dietleib. Dann liefern sie den anderen Helden Waffen, und sie beginnen ein Gemetzel an allen Zwergen im Berg. Am Ende wird Laurin als Narr nach Bern (Verona) zurückgebracht.
In der jüngeren Vulgata-Fassung wird die Geschichte erzählt, wie Laurin Dietleibs Schwester entführt hat: Er benutzte einen Tarnumhang. Dietleib geht daraufhin zu Hildebrand und berichtet von der Entführung. Die beiden Helden machen sich auf den Weg und treffen auf einen wilden Mann, der von Laurin verbannt worden ist. Der wilde Mann erzählt Hildebrand von Laurin und seinem Rosengarten, woraufhin die Helden nach Bern gehen. Es folgt die Geschichte, wie sie in der älteren Fassung erzählt wird. Am Ende wird jedoch hinzugefügt, dass Dietrich Dietleib und seine Schwester in die Steiermark begleitet, wo sie bei Dietleibs Vater Biterolf wohnen.
In der so genannten walberischen Version ergibt sich Laurin während ihres Kampfes im Berg Dietrich. Als Wolfhart und Witege sich anschicken, alle Bewohner des Berges abzuschlachten, bittet Laurin um Gnade. Dietrich weigert sich zunächst, aber Künhilt, Hildebrand und Dietleib überzeugen ihn, das Töten zu beenden. Laurin wird als Gefangener nach Bern gebracht, während der Zwerg Sintram Dietrichs Vasall wird und den Berg befehligt. Nachdem die Helden nach Bern zurückgekehrt sind, bittet Künhilt Dietrich, Laurin gut zu behandeln, wie er sie gut behandelt hat, und ihn zum Christentum zu bekehren. Sie wird mit einem ungenannten Adligen verheiratet und verschwindet aus der Geschichte. Sintram ist jedoch untreu und schickt andere Zwerge um Hilfe. Laurins Verwandter Walberan stellt ein großes Heer zusammen und erklärt Dietrich den Krieg. Laurin teilt Walberans Boten mit, dass er gut behandelt wird und bittet Walberan, Dietrichs Ländereien nicht zu beschädigen. Walberan tut, wie ihm geheißen, marschiert aber nach Bern. Laurin versucht, im Namen Dietrichs mit Walberan zu verhandeln, und Walberan kündigt an, er werde mit einigen Kriegern gegen Dietrich und seine Helden im Einzelkampf kämpfen. Als Walberan gegen Dietrich kämpft, ist Walberan kurz davor, Dietrich zu besiegen, als Laurin und Laurin eingreifen – sie versöhnen Dietrich und den Zwerg, und das Gedicht endet mit einem höfischen Festmahl.
Die Pressburger Fassung scheint Laurin zu parodieren: Hildebrand erzählt Dietrich während eines Faschingsfestes von Laurin. Dietrich bricht mit Hildebrand, Dietleib, Witege, Siegfried und Wolfhart auf, bevor der Text abbricht.
Ein wesentlicher Unterschied der unterschiedlichen Fassungen ist in der Bewertung der Konfliktparteien zu sehen: Die Partei Laurins wird zunehmend negativ gekennzeichnet, so dass die durchaus ungerechtfertigte Zerstörung des Rosengartens durch Wittich und Dietrich in den Hintergrund tritt. Eine Ausnahme stellt die Walberan-Version dar, bei der die Zwergen-Partei als gerecht, milde und ritterlich geschildert wird.

## Mündliche Überlieferung (Sage)

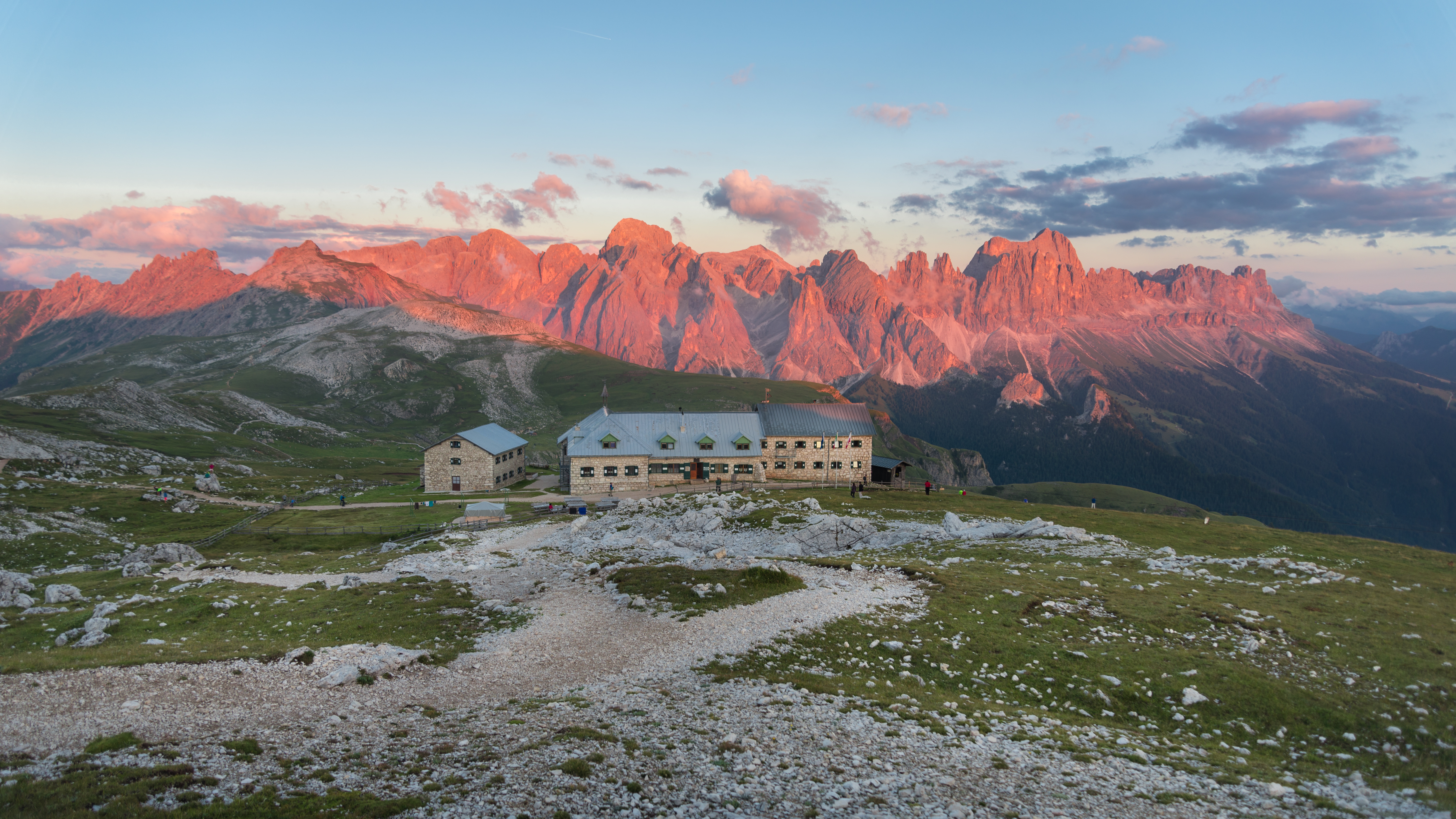
Blick zum Rosengarten im Abendrot vom Schlern aus (August 2017)

Das mittelhochdeutsche Epos hat vermutlich die (mündliche) Überlieferung als ladinische Sage beeinflusst. Nach der volkstümlichen Überlieferung lag im „Gartl“, einem Schuttkar zwischen Rosengartenspitze, Laurinswand und Vajolet-Türmen (auf dem oberen Foto der eingerahmte weiße Fleck), der wunderschöne Rosengarten des Zwergenkönigs Laurin. Als der König an der Etsch seine schöne Tochter Similde vermählen wollte, wurden alle Adeligen der Umgebung zu einer Maifahrt eingeladen, nur König Laurin nicht. Dieser beschloss daraufhin, mit Hilfe seiner Tarnkappe als unsichtbarer Gast teilzunehmen. Als er Similde sah, verliebte er sich sogleich in sie, setzte sie auf sein Pferd und galoppierte mit ihr davon. Sofort zogen die Recken aus, geführt von Dietrich von Bern und seinem Waffenmeister Hildebrand, um Similde zurückzuholen, und standen kurz darauf vor dem Rosengarten. König Laurin band sich einen Wundergürtel um, der ihm die Kraft von zwölf Männern verlieh, und stellte sich dem Kampf. Als er sah, dass er trotz allem verlor, zog er sich die Tarnkappe über und sprang, unsichtbar wie er nun zu sein glaubte, im Rosengarten hin und her. Die Ritter aber erkannten an den Bewegungen der Rosen, wo der Zwergenkönig sich verbarg. Sie packten ihn, zerstörten den Zaubergürtel und führten ihn in Gefangenschaft. Laurin aber drehte sich um und belegte den Rosengarten, der ihn verraten hatte, mit einem Fluch: Weder bei Tag noch bei Nacht sollte ihn jemals mehr ein Menschenauge sehen. Laurin hat aber die Dämmerung vergessen, und so kommt es, dass der Rosengarten beim Sonnenauf- und -untergang blüht.
Eine andere Variante der Sage deutet das Alpenglühen als Widerschein der Feste in der versunkenen Kristallburg des Zwergenkönigs.
Eine weitere Variante stellt die Treulosigkeit der Menschen im Gegensatz zur Treue der Zwerge in den Mittelpunkt; der Rosengarten ist hier das Vermächtnis von König Laurins verstorbener Tochter.

## Rezeption

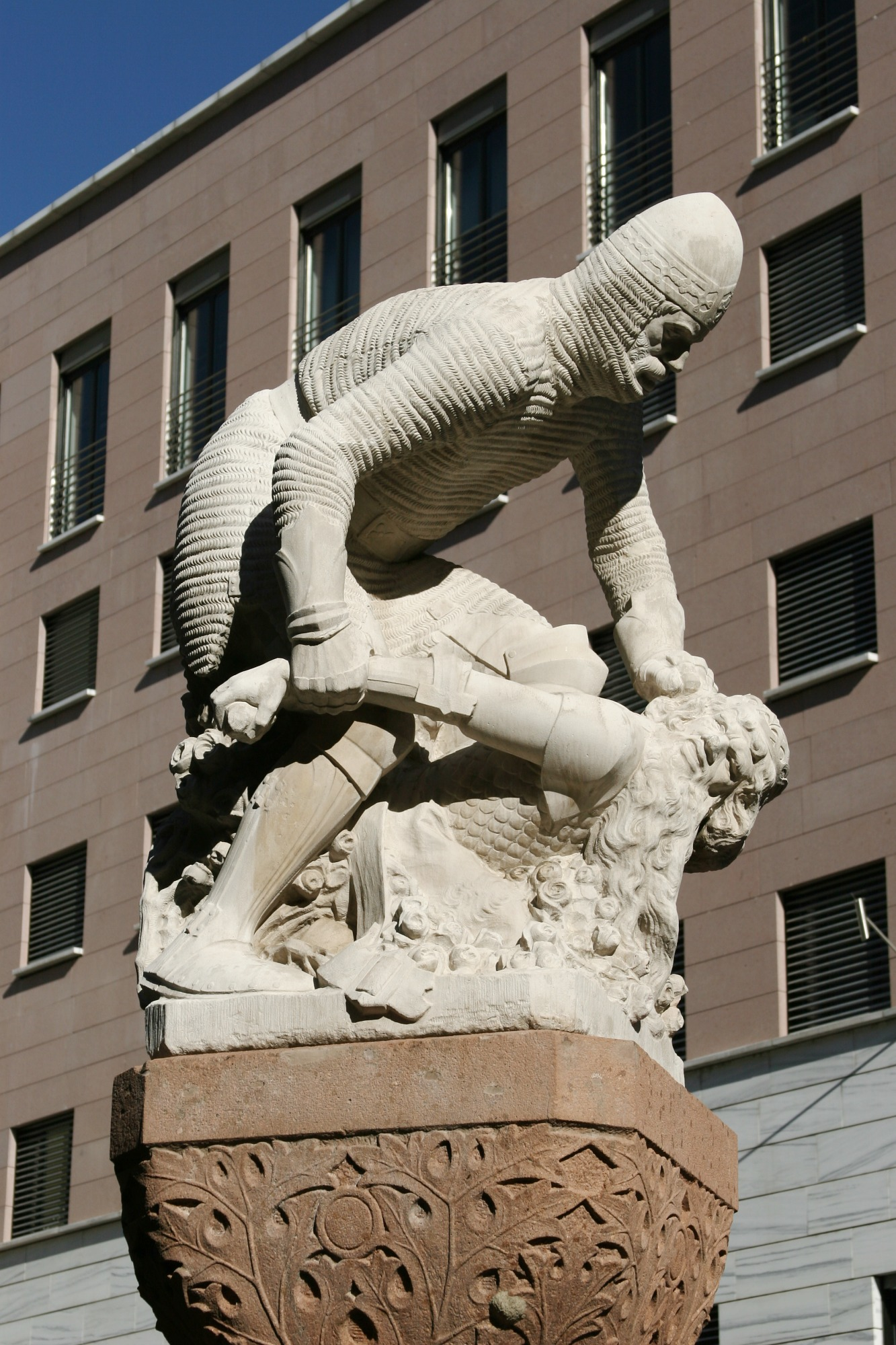
Der Laurin-Brunnen in Bozen: Dietrich von Bern im Kampf mit König Laurin

Das Epos König Laurins Rosengarten war im Mittelalter ein sehr beliebter Text. Die Burg Liechtenstein in Südtirol wurde um 1400 mit Fresken nach dem Gedicht geschmückt. Der Einfluss Laurins reichte auch über den deutschen Sprachraum hinaus. Die Walberaner Handschrift L1 zum Beispiel wurde wahrscheinlich von der deutschen Kaufmannskolonie in Venedig hergestellt. Das Gedicht wurde 1472 ins Tschechische und um 1500 ins Dänische übersetzt und 1560 auf Mittelniederdeutsch gedruckt. Die oben erwähnten Parallelen zu Walberan in Zebulons Buch zeigen auch eine frühere Rezeption des Gedichts im 13. Jahrhundert. Die Jüngere Vulgatfassung wurde in der frühen Neuzeit weiterhin gedruckt, sowohl als Teil des gedruckten Heldenbuchs als auch separat. Erwähnt wurde König Laurin in Johann Fischarts Roman Affentheurlich Naupengeheurliche Geschichtklitterung von 1575 (2. Kapitel). 
Durch die Wiederentdeckung des Epos im 19. Jahrhundert erhielt die Geschichte von Dietrich und dem Zwergenkönig im damaligen österreichischen Südtirol eine besondere Bedeutung, vor allem durch die Arbeiten des Reisejournalisten und Sagenforschers Karl Felix Wolff. 1907 wurde in Bozen ein Laurin-Brunnen errichtet, der zeigt, wie Dietrich König Laurin zu Boden ringt. Nach der Angliederung Südtirols an Italien blieb der Brunnen in seiner ursprünglichen Form bis 1934 erhalten, als Unbekannte, wahrscheinlich auf Anregung der faschistischen Regierung Italiens, den Brunnen als vermeintliches Symbol der deutschen Vorherrschaft über Italien zerstörten.
Als der Brunnen schließlich 1996 wieder aufgebaut wurde, entbrannte eine Debatte über den Brunnen als vermeintliches Symbol der germanischen Unterwerfung der ladinischen Bewohner der Region bzw. als sichtbares Zeichen des «sprachpolitischen Kulturkampf[s], der so sehr zum Grundbestand von Südtirols Geschichte des 20. Jahrhunderts gehört».

## Ausgaben (Auswahl)
- L. Bückmann und H. Hesse: Zwergkönig Laurin: ein Spielmannsgedicht aus dem Anfange des 13. Jahrhunderts (= Reclams Universal-Bibliothek. Band 1235). Reclam, Leipzig 1890 (online).
- G. Holz: Laurin und der kleine Rosengarten. 1897.
- K. Müllenhoff: Laurin. 1874; 5. Aufl. 1926; Nachdruck 1948.

## Verfilmungen
- König Laurin (2016), Drehbuch und Regie: Matthias Lang